# سهل بن عتيك
سهل بن عتيك صحابي من الأنصار من بني مبذول من الخزرج، شهد بيعة العقبة الثانية، وشهد بدرًا وأحدًا، وتوفي عَلَى عهد النبي، فصلى عليه.

## نسبه
هو سُهَل بن عَتِيك بن النُّعْمَان بن عَمْرو بن عَتِيك بن عمرو بن مَبْذُول بن مالك بن النجار الأَنصاري الخزرجي، أمّه جميلة بنت علقمة بن عمرو بن ثقف بن مالك بن مبذول، كان لسهل أخ يسمّى الحارث بن عتيك بن النعمان ويكنى أبا أخزم ولم يشهد بدرًا، وقتل أخوه أبو أخزم يوم الجِسْر مع أبي عبيد الثقفي.

## سيرته
شهد سهل بيعة العقبة الثانية مع السبعين من الأنصار. ثم شهد الغزوات بدر وأحد، توفي عَلَى عهد النبي، وصلى عليه النبي، فكبر عليه أربعًا، وقرأ بفاتحة الكتاب.